# Juan Carlos Carrera
Juan Carlos Carrera ist ein ehemaliger argentinischer Fußballspieler auf der Position des Stürmers, der zunächst in seinem Heimatland, später in Mexiko und am Ende seiner aktiven Karriere in Kuba agierte.

## Leben
Der gebürtige Argentinier spielte zunächst für den CA Temperley und wechselte anschließend zum Racing Club, bei dem er sein Debüt in der argentinischen Primera División gab.
Über Stationen bei den Newell’s Old Boys, Banfield und Atlanta kam er 1952 nach Mexiko, wo er in zwei Etappen insgesamt fünf Jahre lang beim CD Oro unter Vertrag stand, was zugleich seine längste Station im Profifußball überhaupt war. Bei den Goldgelben erlebte er auch seine persönlich erfolgreichste Zeit und wurde in der Saison 1953/54 Torschützenkönig der mexikanischen Primera División. Für die Saison 1955/56 wurde er von dessen Stadtrivalen Atlas Guadalajara abgeworben, kehrte aber nach nur einem Jahr zu Oro zurück und verblieb dort bis zur Saison 1957/58.
Anschließend wechselte er zum kubanischen Verein Juventud Asturiana, in dessen Reihen er seine aktive Karriere ausklingen ließ.

## Erfolge
- Torschützenkönig der mexikanischen Primera División: 1953/54